# Sprechchor
Sprechchor（シュプレヒコール）は、日本の2人組ガールズバンド。TAPESTOK INC.所属。略称は「レコル」。

## 来歴

### 2022年
- 3月11日、TAPESTOK INC.公式TwitterにてSprechchorの始動を発表[1] 。同日、Sprechchor公式Instagramを開設。
- 4月9日 - 10日、関東圏のキャンプ場で開催された野外シークレットオールナイトアイドルフェス「Survive Music Festival '22」でデビュー[3]。
- 7月16日、結成後初となる1st single『Cure』をリリース[4]。
- 12月16日、初となる対外イベント「PURPLE COMET CLASH!!!!! Vol.18」に出演。

### 2023年
- 2月22日、Sprechchor公式Twitterを開設。

## メンバー
- 星野かな（ほしの かな、横浜市出身、2002年3月22日 - ）O型。Gt. / Vo.

立ち位置は向かって右。
影響を受けたアーティスト：SUPERCAR、おとぎ話 (バンド)など。
- 新田みお（にった みお、横浜市出身、2001年4月20日 - ）AB型。[6]Gt. / Vo.

立ち位置は向かって左。
Sprechchorのロゴデザインを担当。

## ディスコグラフィ

### シングル
| #   | 発売日        | タイトル | 規格品番 | 備考     |
| --- | ------------- | -------- | -------- | -------- |
| 1st | 2022年7月16日 | Cure     | ―        | 配信限定 |

### CD-R
| 発売日        | タイトル        | 規格品番 | 備考                                         |
| ------------- | --------------- | -------- | -------------------------------------------- |
| 2022年4月9日  | Studio live CDR | ―        | 会場限定。デビュー前のスタジオでのライブ音源 |
| 2022年6月22日 | Cure (Remix)    | ―        | 通販限定                                     |

## カバー楽曲
- Los An jewels「Springs」[注 2]
- Los An jewels「Hey」[注 3]

## ライブ・イベント

### その他のイベント
- 2022年7月31日　SZWARC & SPECIAL CHEESE MENU & Sprechchor -Summer Night Picnic- At.Ueno Park
- 2023年1月28日　VINTAGE APARTMENT-Secret chill party- At.江東区某所 (星野かなのみ出演)
- 2023年8月26日　SZWARC&Sprechchor ストリート食べ飲み歩き Chill At.道頓堀

## 出演

### ラジオ
- 2022年6月29日　J-WAVE「SONAR MUSIC」[5]